# Oranka (jezioro)
Oranka (lit. Varėnis) – jezioro na Litwie, w rejonie orańskim, ok. 4 km na północ od Starych Oran, w pobliżu jeziora Głuch. Przez jezioro przepływa rzeka Oranka.